# Pirimidinilpiperazin
{{Chembox-lat
| verifiedrevid = 464377285
| ImageFile = Pyrimidinylpiperazine.png
| ImageSize = 
| IUPACName = 2-(piperazin-1-il)pirimidin
| OtherNames = 
| Section1 = !Identifikacija
|-
| 

| 
- interaktivna slika

|-
| 
| 
- 80080

|-
| 
| 100.040.107
|-
| 

| 
- 88747

|-
| 
|-
| 
|-
| Section2 = {{Chembox Properties-lat
|  Formula = C8H12N4
|  MolarMass = 164,21 -{g/mol
}-|  Appearance = 
|  Density = 
|  MeltingPt = 
|  BoilingPt = 
|  Solubility =
```
 }}
```

| Section3 = 
}}
1-(2-Pirimidinil)piperazin (1-PP, 1-PmP) je hemijsko jedinjenje koje je derivat piperazina. Poznato je da deluje kao antagonist α2-adrenergičkog receptora, i u znatno manjoj meri kao parcijalni agonist 5-HT1A receptora. On nema primetni afinitet za D2 ili α1-adrenergički receptor.
Poznat je znata broj lekova koji su pirimidinilpiperazinski derivati, neki od njih su:
- Buspiron - Anksiolitik
- Dasatinib - Lek protiv kancera
- Eptapiron - Anksiolitik
- Gepiron - Anksiolitik
- Ipsapiron - Anksiolitik
- Piribedil - Antiparkinsonski agens
- Revospiron - Anksiolitik
- Tandospiron - Anksiolitik
- Tirilazad - Alfa blokator
- Umespiron - Anksiolitik
- Zalospiron - Anksiolitik

Anksiolitici se još klasifikuju kao azapironi usled prisustva Azaspirodekandionskog motiva u njihovoj strukturi. 1-PP je zajednički metabolit većine ako ne i svih gore navedenih agenasa. Alnespiron, binospiron, i enilospiron su azapironi, ali nisu piperazini, te stoga njihov metabolizam ne proizvodi 1-PP.